# Isopterygium byssaceum
Isopterygium byssaceum är en bladmossart som beskrevs av Brotherus 1921. Isopterygium byssaceum ingår i släktet Isopterygium och familjen Hypnaceae. Inga underarter finns listade i Catalogue of Life.